# Canotaj la Jocurile Olimpice de vară din 1988

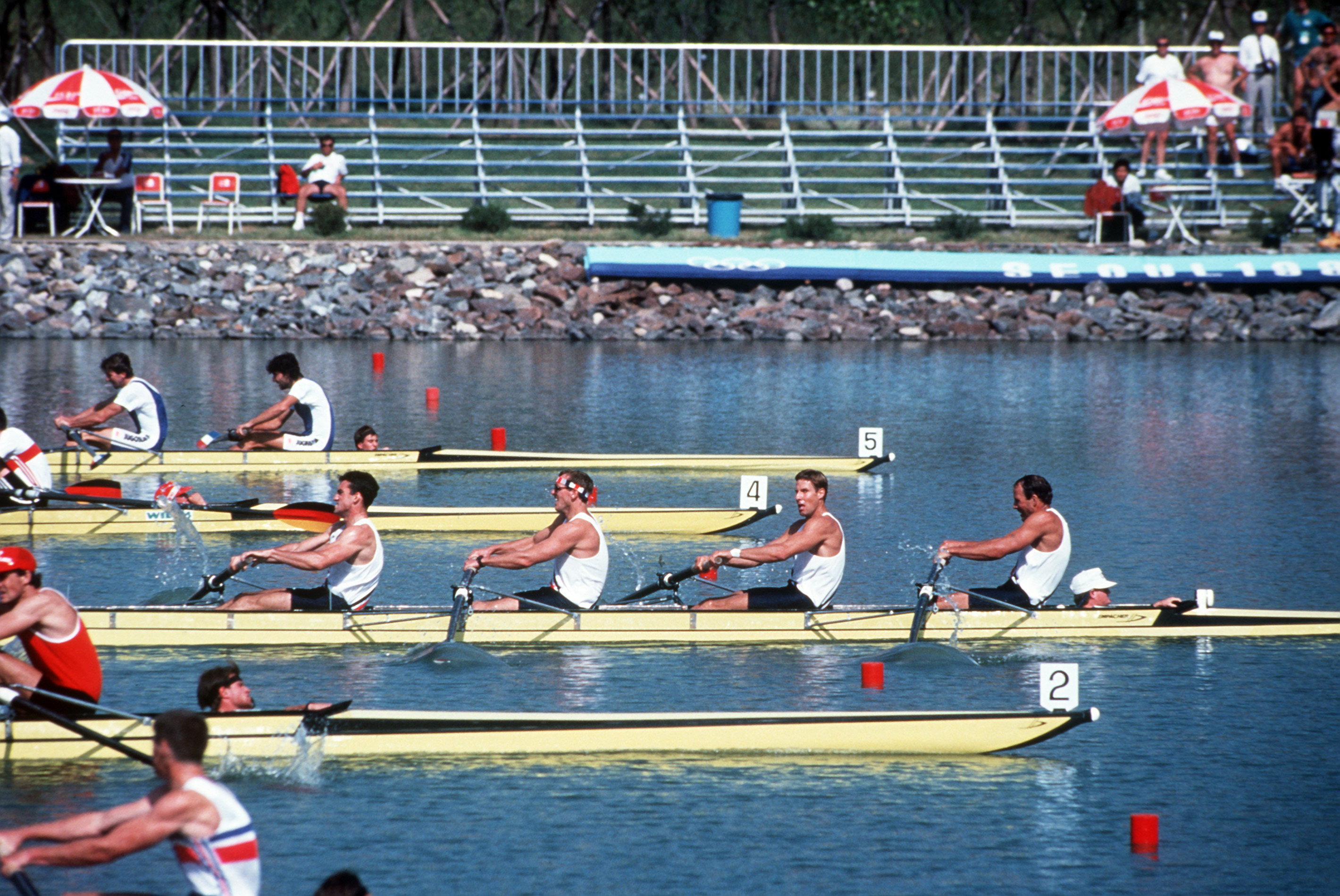
Cursa de patru rame cu cârmaci

Probele sportive de canotaj la Jocurile Olimpice de vară din 1988 s-au desfășurat în perioada 19–25 septembrie 1988 la Misari Regatta din Hanam.

## Rezultate

### Masculin
| Probă                           | Aur | Argint | Bronz |
| Simplu vâsle detalii            | Thomas Lange · Germania de Est (GDR) | Peter-Michael Kolbe · Germania de Vest (FRG) | Eric Verdonk · Noua Zeelandă (NZL) |
| Dublu vâsle detalii             | Nico Rienks Ronald Florijn (NED) | Beat Schwerzmann Ueli Bodenmann (SUI) | Oleksandr Marchenko Vasil Yakusha (URS) |
| Patru vâsle detalii             | Italia (ITA) · Agostino Abbagnale · Davide Tizzano · Gianluca Farina · Piero Poli | Norvegia (NOR) · Alf Hansen · Rolf Thorsen · Lars Bjønness · Vetle Vinje | Germania de Est (GDR) · Jens Köppen · Steffen Zühlke · Steffen Bogs · Heiko Habermann                                                                                         |
| Dublu rame fără cârmaci detalii | Andy Holmes Steve Redgrave (GBR) | Dănuț Dobre Dragoș Neagu (ROU) | Sadik Mujkič Bojan Prešern (YUG) |
| Dublu rame cu cârmaci detalii   | Italia (ITA) · Carmine Abbagnale · Giuseppe Abbagnale · Giuseppe Di Capua (c) | Germania de Est (GDR) · Mario Streit · Detlef Kirchhoff · René Rensch (c) | Marea Britanie (GBR) · Andy Holmes · Steve Redgrave · Patrick Sweeney (c) |
| Patru rame fără cârmaci detalii | Germania de Est (GDR) · Roland Schröder · Ralf Brudel · Olaf Förster · Thomas Greiner | Statele Unite ale Americii (USA) · Raoul Rodriguez · Thomas Bohrer · Richard Kennelly · David Krmpotich                                                                                           | Germania de Vest (FRG) · Guido Grabow · Volker Grabow · Norbert Keßlau · Jörg Puttlitz                                                                                        |
| Patru rame cu cârmaci detalii   | Germania de Est (GDR) · Bernd Niesecke · Hendrik Reiher (c) · Karsten Schmeling · Bernd Eichwurzel · Frank Klawonn                                                                          | România (ROU) · Dimitrie Popescu · Ioan Șnep · Vasile Tomoiagă · Ladislau Lovrenschi (c) · Valentin Robu                                                                                          | Noua Zeelandă (NZL) · Chris White · Ian Wright · Andrew Bird (c) · Greg Johnston · George Keys                                                                                |
| Opt rame cu cârmaci detalii     | Germania de Vest (FRG) · Bahne Rabe · Eckhardt Schultz · Ansgar Wessling · Wolfgang Maennig · Matthias Mellinghaus · Thomas Möllenkamp · Thomas Domian · Armin Eichholz · Manfred Klein (c) | Uniunea Sovietică (URS) · Viktor Omelyanovich · Vasily Tikhonov · Andrey Vasilyev · Pavlo Hurkovskiy · Nikolay Komarov · Veniamin But · Viktor Diduk · Aleksandr Dumchev · Aleksandr Lukyanov (c) | Statele Unite ale Americii (USA) · Mike Teti · Jonathan Smith · Ted Patton · Jack Rusher · Peter Nordell · Jeffrey McLaughlin · Doug Burden · John Pescatore · Seth Bauer (c) |

### Feminin
| Probă                         | Aur | Argint | Bronz |
| Simplu vâsle detalii          | Jutta Behrendt · Germania de Est (GDR) | Anne Marden · Statele Unite ale Americii (USA) | Magdalena Gheorghieva · Bulgaria (BUL)                                                                                                   |
| Dublu vâsle detalii           | Birgit Peter Martina Schröter (GDR) | Elisabeta Lipă Veronica Cogeanu (ROU) | Violeta Ninova Stefka Madina (BUL) |
| Patru vâsle detalii           | Germania de Est (GDR) · Kerstin Förster · Kristina Mundt · Beate Schramm · Jana Sorgers                                                                                     | Uniunea Sovietică (URS) · Irina Kalimbet · Svitlana Mazii · Inna Frolova · Antonina Zelikovici                                                                              | România (ROU) · Anișoara Bălan · Anișoara Minea · Veronica Cogeanu · Elisabeta Lipă                                                      |
| Dublu rame detalii            | Rodica Arba Olga Homeghi (ROU) | Radka Stoianova Lalka Berberova (BUL) | Nikki Payne Lynley Hannen (NZL) |
| Patru rame cu cârmaci detalii | Germania de Est (GDR) · Martina Walther · Gerlinde Doberschütz · Carola Hornig · Birte Siech · Sylvia Rose (c)                                                              | China (CHN) · Zhang Xianghua · Hu Yadong · Yang Xiao · Zhou Shouying · Li Ronghua (c)                                                                                       | România (ROU) · Mărioara Trașcă · Veronica Necula · Herta Anitaș · Doina Șnep-Bălan · Ecaterina Oancia (c)                               |
| Opt rame cu cârmaci detalii   | Germania de Est (GDR) · Annegret Strauch · Judith Zeidler · Kathrin Haacker · Ute Wild · Anja Kluge · Beatrix Schröer · Ramona Balthasar · Ute Stange · Daniela Neunast (c) | România (ROU) · Doina Șnep-Bălan · Veronica Necula · Herta Anitaș · Mărioara Trașcă · Adriana Bazon · Mihaela Armășescu · Rodica Arba · Olga Homeghi · Ecaterina Oancia (c) | China (CHN) · Zhou Xiuhua · Zhang Yali · He Yanwen · Han Yaqin · Zhang Xianghua · Zhou Shouying · Yang Xiao · Hu Yadong · Li Ronghua (c) |

## Clasament pe medalii
| Loc   | Țară                       | Aur | Argint | Bronz | Total |
| ----- | -------------------------- | --- | ------ | ----- | ----- |
| 1     | Germania de Est            | 8   | 1      | 1     | 10    |
| 2     | Italia                     | 2   | –      | –     | 2     |
| 3     | România                    | 1   | 4      | 2     | 7     |
| 4     | Germania de Vest           | 1   | 1      | 1     | 3     |
| 5     | Marea Britanie             | 1   | –      | 1     | 2     |
| 6     | Olanda                     | 1   | –      | –     | 1     |
| 7     | Uniunea Sovietică          | –   | 2      | 1     | 3     |
| 7     | Statele Unite ale Americii | –   | 2      | 1     | 3     |
| 9     | Bulgaria                   | –   | 1      | 2     | 3     |
| 10    | China                      | –   | 1      | 1     | 2     |
| 11    | Norvegia                   | –   | 1      | –     | 1     |
| 11    | Elveția                    | –   | 1      | –     | 1     |
| 13    | Noua Zeelandă              | –   | –      | 3     | 3     |
| 14    | Iugoslavia                 | –   | –      | 1     | 1     |
| Total | Total                      | 14  | 14     | 14    | 42    |